# Nancy Langat
Nancy Jebet Langat (22 de agosto de 1981) é uma atleta queniana especialista em provas de meia distância. Foi campeã olímpica dos 1500 metros nos Jogos Olímpicos de 2008, em Pequim.
É casada com o maratonista Kenneth Cheruiyot e recruta pela Força Aérea do Quênia em Nairóbi. Seu pai, Joseph Langat também foi um corredor de longa distância a nível internacional.

## Carreira
Antes de sua vitoriosa participação nas Olimpíadas de 2008, Langat competiu nos Jogos Olímpicos de 2004 e no Campeonato Mundial de 2005 sem atingir as finais.
Ganhou o ouro nos Jogos Olímpicos de 2008 em Pequim e se tornou a segunda mulher do Quênia a ganhar uma medalha de ouro olímpica. A primeira foi Pamela Jelimo, que ganhou os 800 metros nas mesmas Olimpíadas.
Em 2009, no Campeonato Mundial, Langat não conseguiu avançar as semifinais, mas terminou a temporada com uma vitória na Final da Diamond League.
No ano seguinte ela ganhou a Liga de Diamante nos 1500 metros, terminando invicta em todas as provas que participou contra as melhores corredoras do mundo. Ainda em 2010 ela ganhou o prêmio de "Atleta Queniano do Ano".